# Brennus (IV wiek p.n.e.)

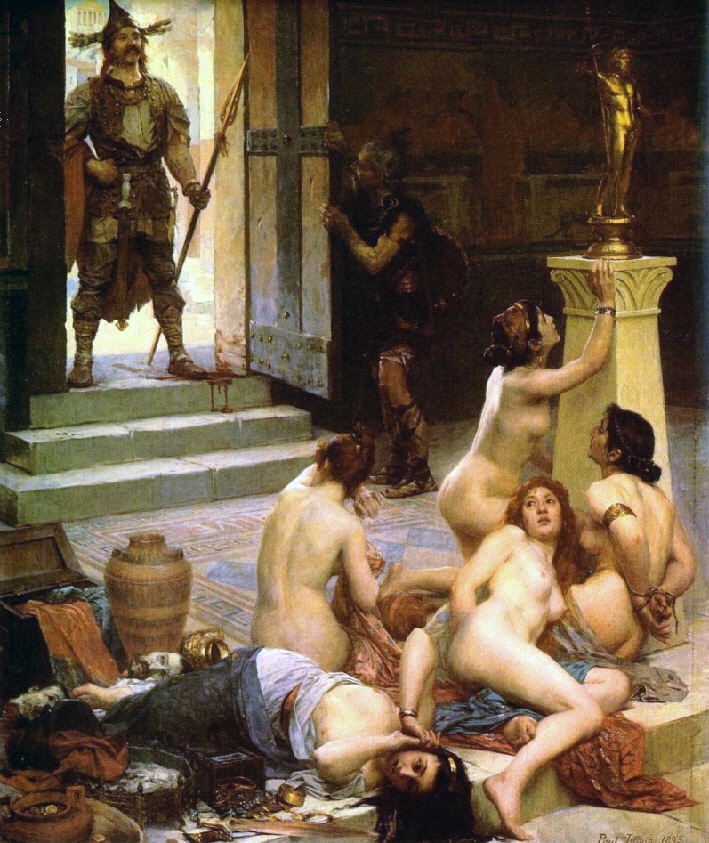
Paul Jamin: Brennus i jego łupy, 1893

Brennus (gal. Brennos) – wódz celtyckiego plemienia Senonów, który zajął i złupił Rzym w lipcu 387 p.n.e.
W 387 lub 386 p.n.e. (według historyków rzymskich miało to miejsce w 390 p.n.e.) najechał on Italię i zaczął grabić Clusium. Sprzymierzeni z Rzymianami Kluzyńczycy wysłali do nich o pomoc. Rzymscy posłowie Fabiusze namówili Kluzyńczyków do zaatakowania wojsk celtyckich. Brennus wysłał skargę do Rzymu na złamanie praw narodów dotyczących posłów i zażądał wydania Fabiuszów, do czego nie doszło, choć Rzymianie uznali winę posłów i zaproponowali finansowe odszkodowanie. Brennus odebrał to jako zniewagę i ruszył na Rzym. Po pokonaniu armii konsula M. Popiliusa Lenasa w lipcu 387 lub 386 p.n.e., Brennus zdobył i złupił Rzym, ale nie udało mu się zdobyć Kapitolu, który był oblężony przez około siedem miesięcy. Kiedy, według legendy, Galom udało się wspiąć na Skałę Tarpejską, ich obecność zdradziły gęganiem gęsi ze świątyni Junony. Właśnie Brennus miał wypowiedzieć słynne słowa rzucając miecz na wagę podczas wypłacania przez Rzymian okupu: Vae victis ("Biada zwyciężonym").

## W kulturze
Włoski film fabularny z 1963 roku Brennus, wróg Rzymu, reż. Giacomo Gentilomo.